# Гаррі Кеог
Гарольд Джозеф Кеог (англ. Harold Joseph Keough, 1 квітня 1927, Сент-Луїс — 7 лютого 2012, Сент-Луїс) — американський футболіст, що грав на позиції захисника, зокрема, за клуби «Сан-Франциско Барбаріанс» та «Сент-Луїс Кутіс», а також національну збірну США. По завершенні ігрової кар'єри — тренер.

## Клубна кар'єра
У футболі дебютував 1946 року виступами за команду «Сан-Франциско Барбаріанс», в якій провів один сезон. 
У сезоні 1948-1949 грав за команду «Пол Шульте Моторс». Згодом, провів рік у «Сент-Луїс МакМахон».
1950 року перейшов до клубу «Сент-Луїс Рейдерс», за який відіграв 13 сезонів. Завершив професійну кар'єру футболіста виступами вже за «Сент-Луїс Кутіс» у 1961 році.

## Виступи за збірну
1949 року дебютував в офіційних матчах у складі національної збірної США. Протягом кар'єри у національній команді провів у її формі 17 матчів, забивши 1 гол.
Брав участь у футбольному турнірі на Олімпійських іграх 1952 року у Гельсінкі і Олімпійських іграх 1956 року у Мельбурні.
У складі збірної був учасником чемпіонату світу 1950 року у Бразилії, де зіграв з Іспанією (1-3), з Англією (1-0) і з Чилі (2-5). 

## Кар'єра тренера
Розпочав тренерську кар'єру, очоливши футбольну команду коледжу Сент-Луїс-Флориссан-Веллі.
Останнім місцем тренерської роботи була футбольна команда Університету Сент-Луїсу, головним тренером якої Гаррі Кеог був з 1967 по 1982 рік.

## Поза полем
У 2004 році разом з Френком Боргі, Волтером Баром, Джино Паріані і Джоном Соузою взяв участь у вшануванні учасників команди, яка здобула перемогу в Белу-Орізонті над англійцями. Рік по тому на екрани вийшов фільм «Гра їх життів» про ту пам'ятну перемогу.
Помер 7 лютого 2012 року на 85-му році життя у рідному місті Сент-Луїс.